# Rally 1000 Miglia
Il Rally 1000 Miglia è un evento rallystico che si disputa dal 1977, organizzato dall'Automobile Club di Brescia. Esso si disputa sulle tortuose strade asfaltate tra le montagne della provincia di Brescia.
È una prova valida per il Campionato Italiano Rally (CIR), mentre in passato è stata valida per il Campionato Italiano Rally WRC  e per il Campionato Europeo Rally FIA. 
La manifestazione bresciana rimane una delle più longeve d’Italia, con una tradizione che unisce il valore tecnico e l’affetto del pubblico.

## Storia
Nel 1977, per celebrare il cinquantenario della Coppa delle 1000 Miglia, l'Automobile Club di Brescia organizzò il Rally 1000 Miglia sulle strade della provincia, riprendendo la formula della manifestazione di regolarità con prove di classifica di velocità.

Era proprio quell'anno, il 1 maggio 1977, quando la Fiat 131 Abarth di Mario Pasetti tagliava per prima il traguardo della prima edizione della gara bresciana, con alle note un giovane Gigi Pirollo poco più che ventenne nella sua prima (di tante) apparizioni sul podio del 1000 Miglia. Da quell’inizio sono successe tante cose, dalle vittorie di Colbrelli, Cola, Casarotto e Nicola Busseni, per citarne alcuni, fino alle entusiasmanti sfide Cunico-Dallavilla nel Campionato Italiano Rally di fine anni Novanta, quando il pilota di casa, che ad oggi vanta il maggior numero di partecipazioni (21), riuscì finalmente a sfatare il mito e a conquistare l’unica vittoria. Per molti anni è stata una delle prime gare della stagione, infatti il 1000 Miglia si è sempre praticamente svolto nel mese di aprile.

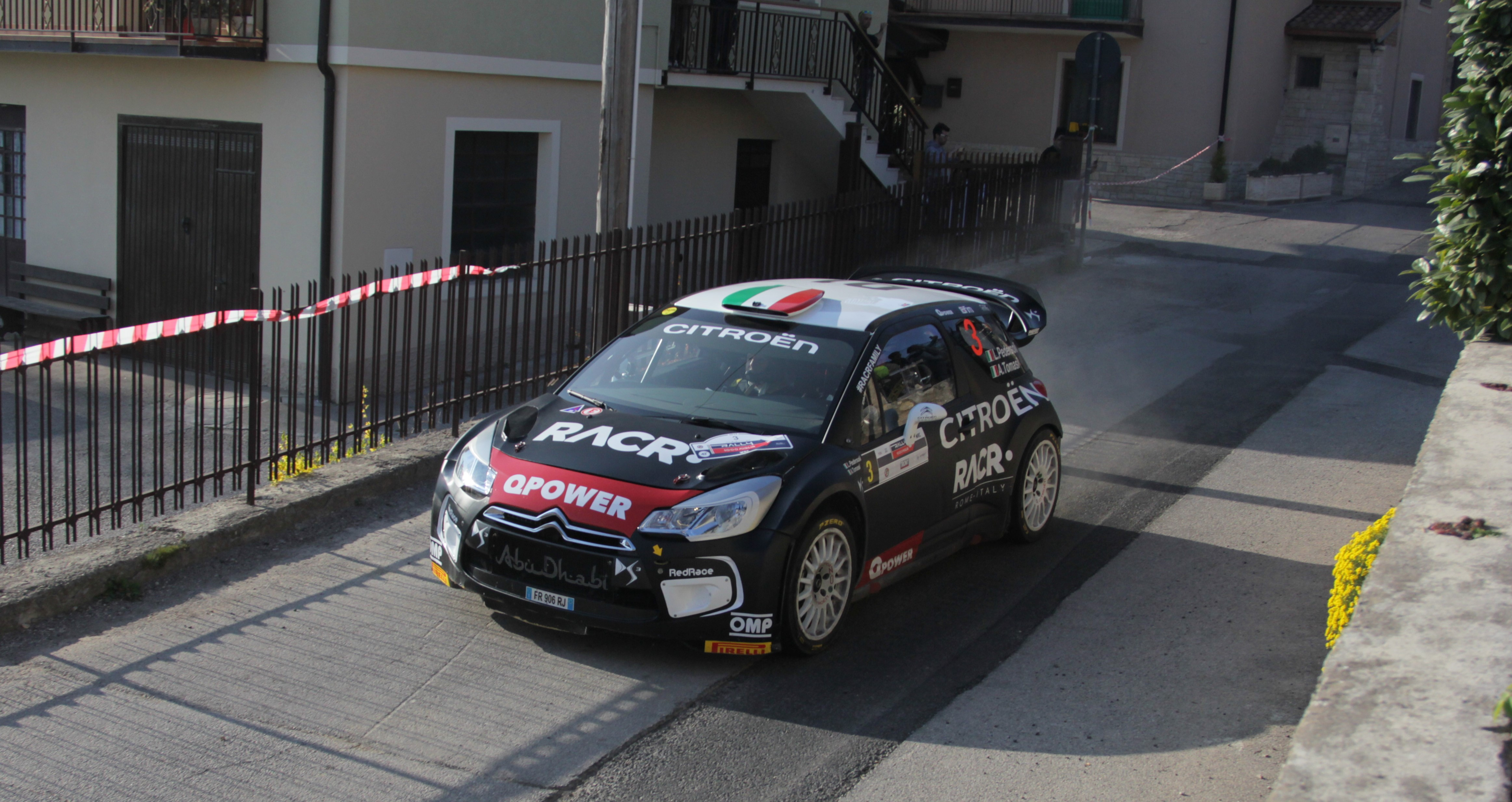
Luca Pedersoli alla guida della Citroën DS3 WRC nella 43ª edizione del Rally 1000 Miglia (2019), sulle strade della P.S "Provaglio V. Sabbia", nell'abitato di Livrio

Il Rally 1000 Miglia ha sempre visto elenchi partenti di tutto rispetto che hanno annoverato i nomi più famosi del rallysmo italiano ed internazionale, anche se solo una volta è stato un pilota straniero a vincere, Miguel Campos, nel 2003.
Il rally numero uno di Brescia ha lanciato campioni, ha visto vincere piloti tuttora nel cuore degli appassionati e, in definitiva, non ha mai tradito le aspettative, rispettando la più classica tradizione rallystica di spettacolo, velocità e abilità di guida. Dalle Lancia Rally 037 alle Porsche 911 RS, dalle Subaru Impreza WRX alle Ford Escort Cosworth fino alle vetture WRC, le S2000, le S1600 e le attuali R5. Quante vetture fantastiche si sono sfidate sui tornanti tra Brescia, la Val Sabbia, la Val Trompia e il Lago di Garda, quanto entusiasmo accompagna ancora questo evento.
Nel 2010 la gara bresciana ha ricevuto dalla Federazione Internazionale dell’Automobile (FIA) il riconoscimento quale “Best European Rally Championship Organizer 2010”, quindi di migliore gara in assoluto del Campionato continentale nell'anno 2010.
Una gara rude, vera, per piloti tutti d’un pezzo che ha legato la sua tradizione al Campionato Italiano Rally, al Campionato Europeo Rally e che dal 2014 al 2019 ha proseguito il suo percorso con il Campionato Italiano Rally WRC, una serie che ha portato sulle strade del Rally 1000 Miglia delle grandi vittorie per i piloti di casa, Stefano Albertini e Luca Pedersoli, entrambi bresciani, i quali hanno vinto complessivamente 5 edizioni su 6 nelle edizioni del Campionato Italiano WRC.
Dall'anno 2020 il Rally 1000 Miglia torna a fare parte del massimo campionato italiano, il CIR, però l'edizione 2020 del 1000 Miglia non si è svolta per via della pandemia da COVID-19.
L'edizione 2021, ancora parte del calendario CIR, avrà qualcosa di unico, come la nuova data, in settembre, una novità assoluta per il 1000 Miglia che mai si era disputato nella seconda parte dell’anno.
Il ritorno nel CIR, dopo 8 anni di attesa, ha regalato una bellissima lotta al vertice sul filo dei secondi, tra Stefano Albertini e Andrea Crugnola, a spuntarla alla fine è stato il pilota di casa Albertini, che con un vantaggio di +5.3 secondi sul varesino, decisiva per la vittoria sono stati i due passaggi sulla PS regina del rally, le "Pertiche".

## Il territorio

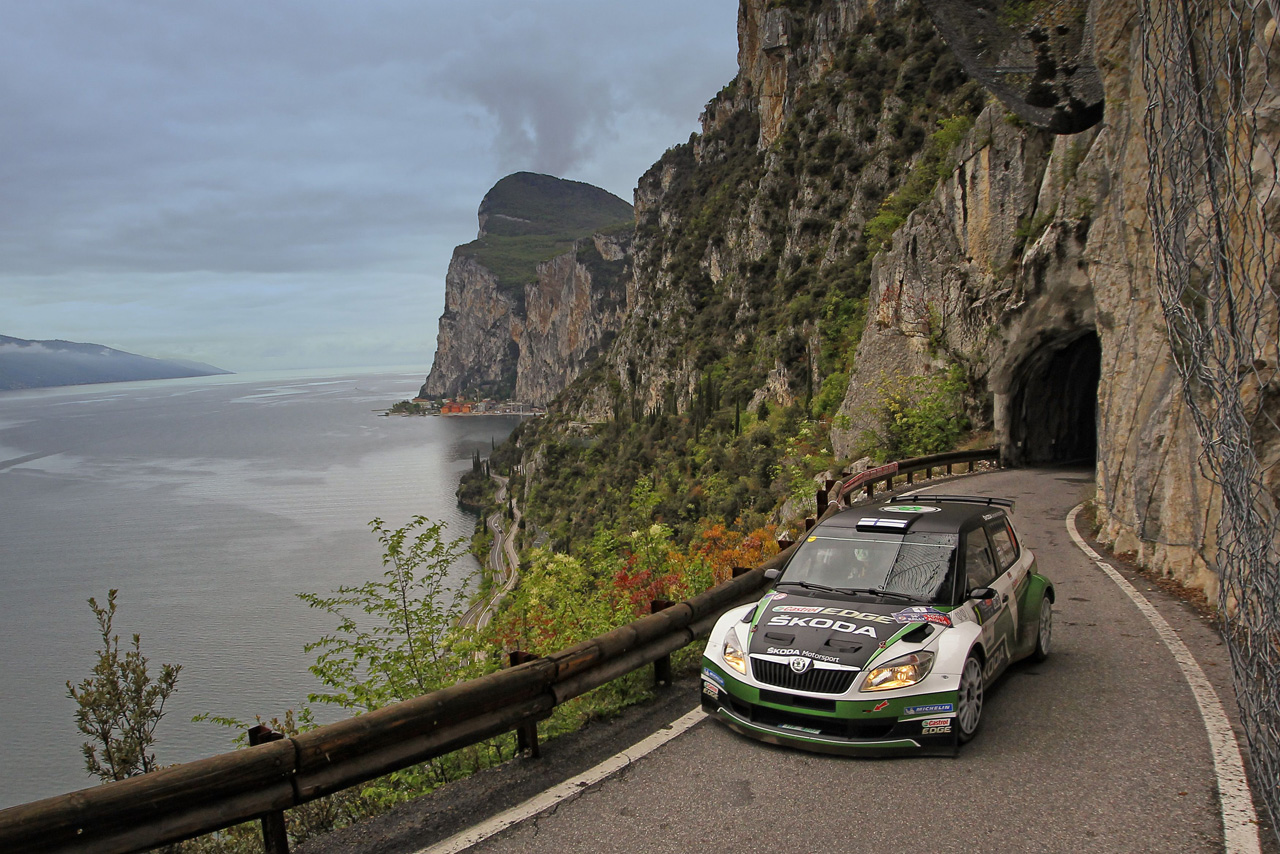
Juho Hänninen con Skoda Fabia S2000 sulla prova speciale "Tremosine" nel 2012.Sullo sfondo il Lago di Garda

Il Rally 1000 Miglia è uno dei più quotati rally a livello nazionale, oltre ad essere uno dei più longevi. Sono moltissimi i campioni nazionali e internazionali che hanno dato battaglia su queste strade, le quali sono immerse in un territorio meraviglioso, l'alta provincia di Brescia. In parte proprio queste strade hanno reso il 1000 miglia ciò che è attualmente. Questo rally presenta una peculiarità che pochi altri hanno, ovvero il fatto di unire prove speciali in luoghi tanto diversi tra di loro; passando dalle colline del Lago di Garda, alle montagne della Val Sabbia e della Val Trompia e alle colline dell'alto Lago d'Iseo (in bassa Val Camonica), territori tanto diversi tra di loro, ma che uniti formano questa unica manifestazione sportiva.

Caratteristiche quindi uniche, sono quelle che identificano il Rally 1000 miglia, il quale ha una versatilità tale da passare, nei trasferimenti e nelle prove speciali, in luoghi turistici molto conosciuti come Gardone Riviera (con la storica PS San Michele/conventino) o Tremosine (con la bellissima PS Tremosine) sul Lago di Garda o a Pisogne (con la PS Colle San Zeno) sul Lago d'Iseo. Forse è proprio questa la prova speciale che più rappresenta l'estrema versatilità di questo rally, un grande classico da 32,51 km (il tratto cronometrato più lungo del rally), dove non c’è spazio per riflettere; una prova speciale che unisce due territori diversissimi come il lago d'Iseo e il territorio di montagna del Colle San Zeno (quasi 1500 m), una prova da mondiale. 

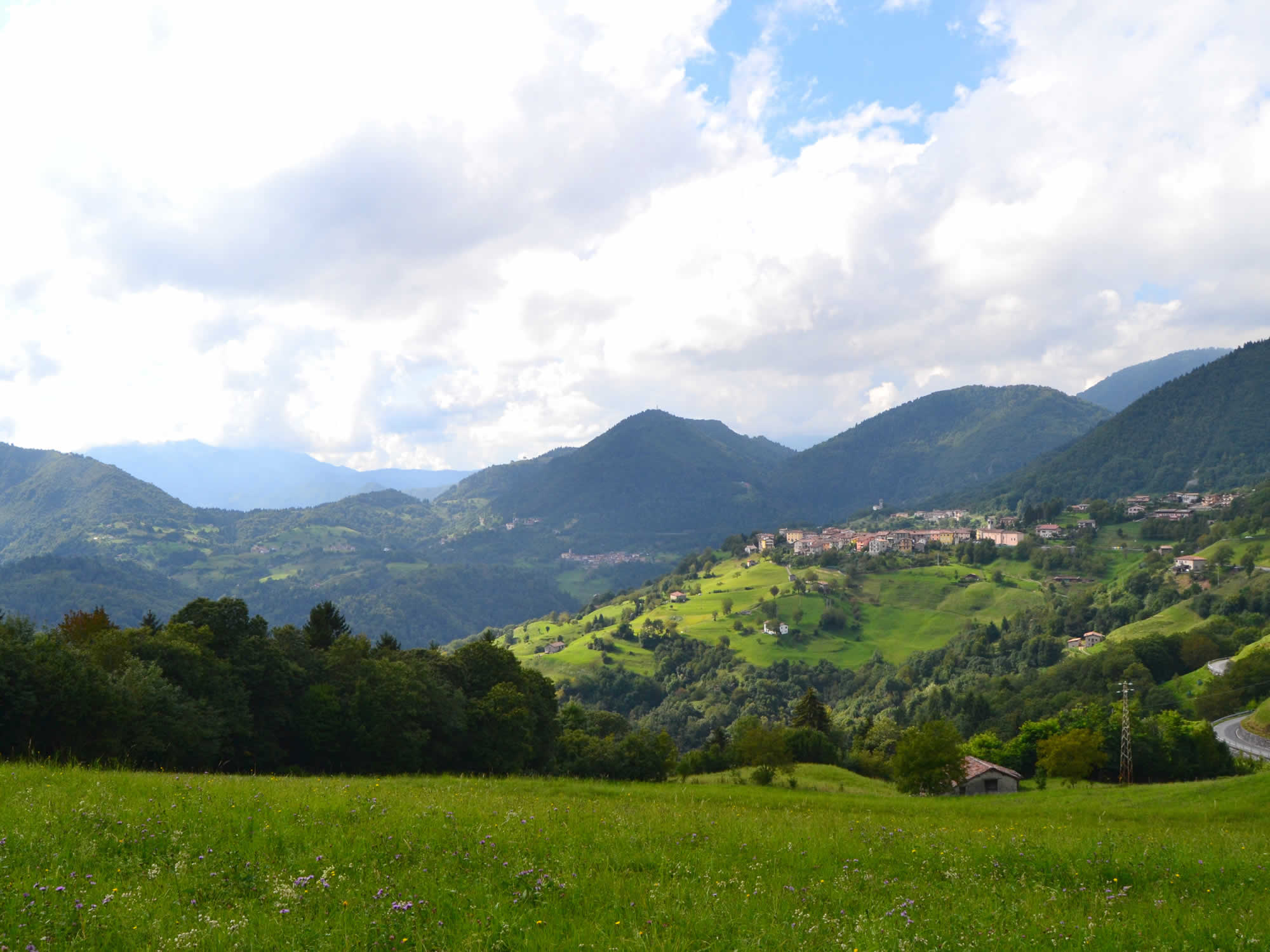
Sullo sfondo il paese di Livemmo (Pertica Alta) in alta Val Sabbia, dove transita la storica P.S del 1000 Miglia, le Pertiche

Passando poi ai paesini di montagna in val Trompia e Val Sabbia nettamente meno conosciuti, come Marmentino, Irma, Provaglio Val Sabbia o Valvestino, nell'omonima valle. 
Teatri di mille battaglie sono certamente i piccoli comuni valsabbini, Pertica Bassa e Pertica Alta (PS le "Pertiche"), vera icona dell’evento e autentico ago della bilancia per via di un manto stradale molto particolare e difficile da interpretare anche per i piloti più esperti. Davvero suggestiva la quantità di pubblico radunato in prossimità dei tornanti ampi, molto rumorosi nell’acclamare i propri beniamini e severi analisti in ogni singolo passaggio degli equipaggi.

## Edizione 2007
La 31ª edizione del Rally 1000 Miglia si è svolta tra il 19 e il 21 aprile 2007. La manifestazione sportiva era valida come terza prova del Campionato Italiano Rally, nonché come primo atto di quello europeo.
Il percorso di gara era strutturato in due tappe più la Prova Super Speciale tenutasi all'Autodromo di Franciacorta, per un totale di 979 km, dei quali 273 cronometrati.

### Risultati
| Posizione | Equipaggio                        | Vettura                  | Tempo     |
| --------- | --------------------------------- | ------------------------ | --------- |
| 1         | Giandomenico Basso - Mitia Dotta  | Fiat Grande Punto S2000  | 3:13:24.4 |
| 2         | Luca Rossetti - Matteo Chiarcossi | Peugeot 207 S2000        | +37.9     |
| 3         | Paolo Andreucci - Anna Andreussi  | Mitsubishi Lancer Evo IX | +1:25.0   |

## Edizione 2011

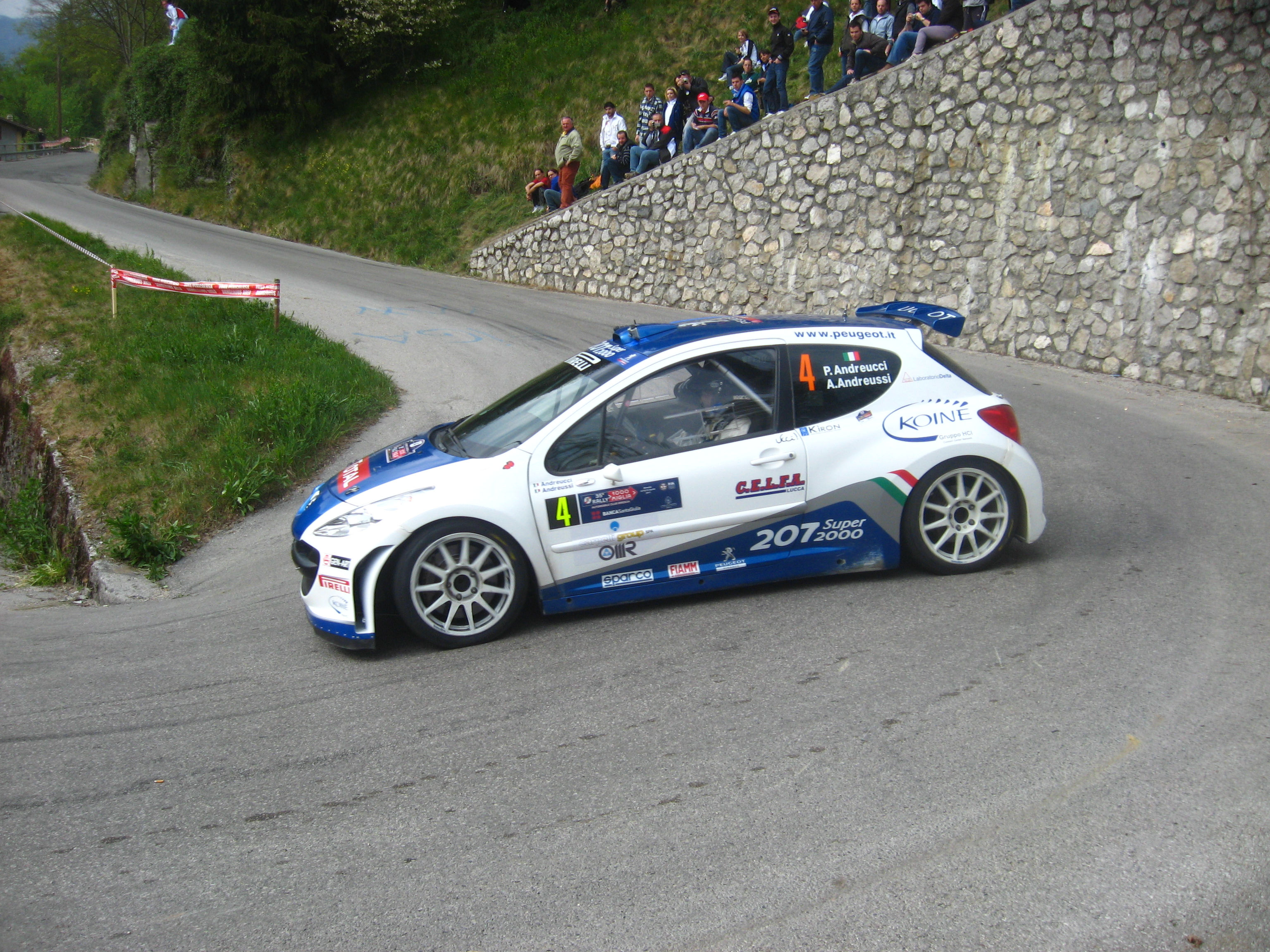
Paolo Andreucci, vincitore del 35° Rally 1000 miglia, con una Peugeot 207 S2000 sulla storica del rally, la PS Pertiche

Dal 14 al 16 aprile si è svolto il 35° Rally 1000 Miglia, prima prova del Campionato Europeo Rally e seconda del tricolore.
Non sono mancate le novità lungo il percorso, infatti, oltre alla Prova Spettacolo che dopo due anni è tornata all'Autodromo di Franciacorta, i piloti hanno dovuto affrontare per la prima volta nella storia del 1000 Miglia la PS "Acquebone" nella bassa Val Camonica.
A completare per primo i 247 km di Prove Speciali è stato Paolo Andreucci che porta così a 5 i suoi successi a Brescia. 

### Risultati
| Posizione | Equipaggio                        | Vettura                        | Tempo     |
| --------- | --------------------------------- | ------------------------------ | --------- |
| 1         | Paolo Andreucci - Anna Andreussi  | Peugeot 207 S2000              | 2:56:43.9 |
| 2         | Luca Rossetti - Matteo Chiarcossi | Fiat Grande Punto Abarth S2000 | +33.4     |
| 3         | Renato Travaglia - Lorenzo Granai | Škoda Fabia S2000              | +1:50.7   |

## Edizione 2012

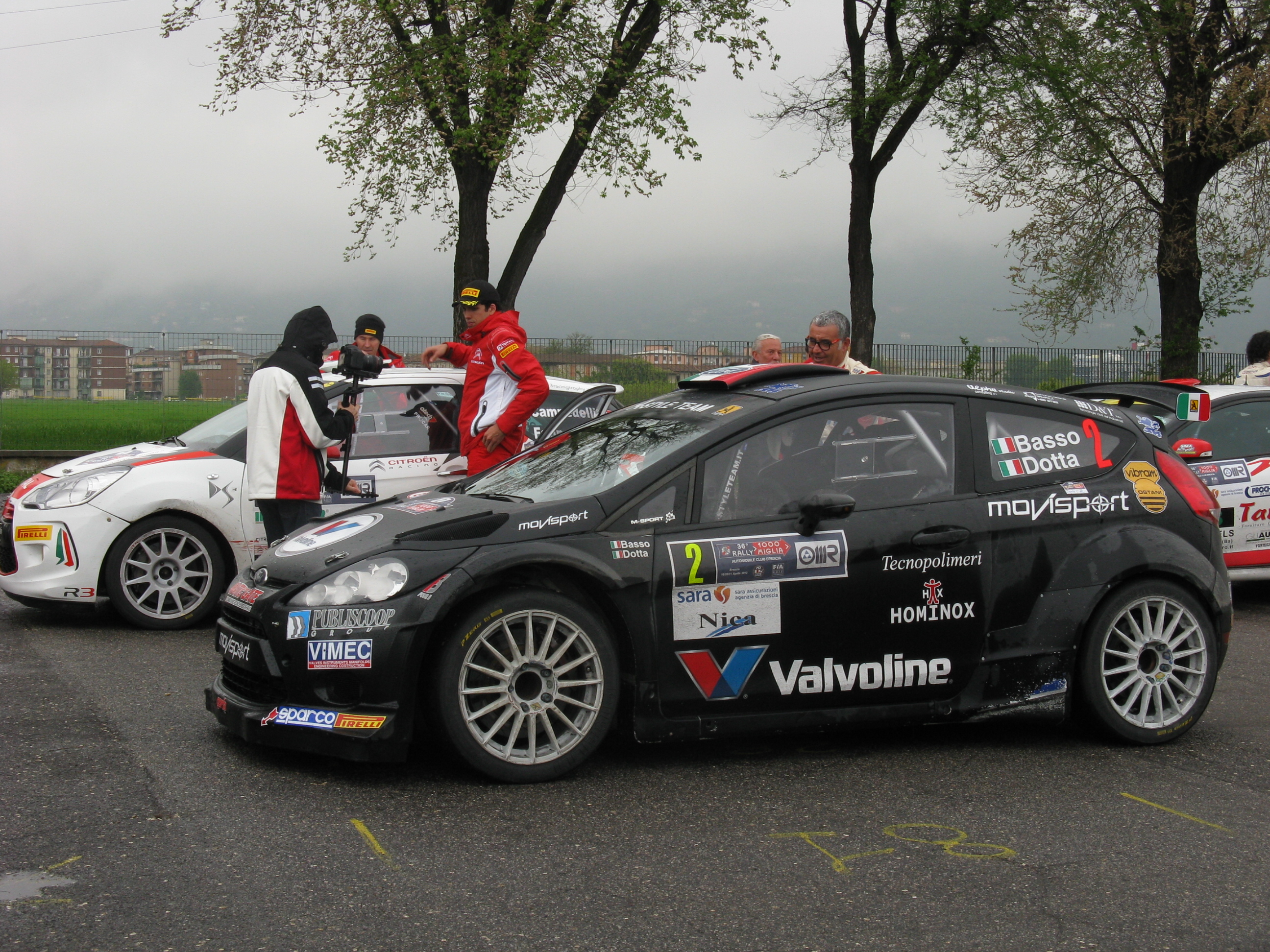
Giandomenico Basso, vincitore al Rally 1000 Miglia 2012

36ª edizione che ha visto al via solo 57 equipaggi, ma lo spettacolo non è mancato. 
Lungo i 256 km di PS si sono sfidati i migliori piloti italiani ma non solo, essendo valido oltre che per il CIR, anche per l'ERC.
A giungere per primo a Brescia è stato Giandomenico Basso navigato da Mitia Dotta, su un'inedita Ford Fiesta RRC, staccando il campione italiano in carica Paolo Andreucci e il veronese di Skoda Italia Umberto Scandola.
Fuori dal podio per soli 20 secondi, il debuttante al 1000 Miglia, Juho Hänninen su Škoda Fabia S2000, quinta posizione per il bergamasco Matteo Gamba, che precede il giovane pilota di casa Stefano Albertini, al suo debutto con una S2000 ed autore di una gara in crescendo.
A completare la top ten ci sono Luca Betti (7°) seguito da Marco Signor, dal bulgaro Gyosher e dal ceco Jan Cerny.
Nulla da fare per Alessandro Perico, vincitore della prova spettacolo, costretto al ritiro dopo aver capottato, stessa sorte al giovane e velocissimo driver siciliano della Vieffecorse Andrea Nucita.

### Risultati
| Posizione | Equipaggio                       | Vettura                      |
| --------- | -------------------------------- | ---------------------------- |
| 1         | Giandomenico Basso - Mitia Dotta | Ford Fiesta S2000(1.6 T RRC) |
| 2         | Paolo Andreucci - Anna Andreussi | Peugeot 207 S2000            |
| 3         | Umberto Scandola - Guido D'Amore | Škoda Fabia S2000            |

## Edizione 2021

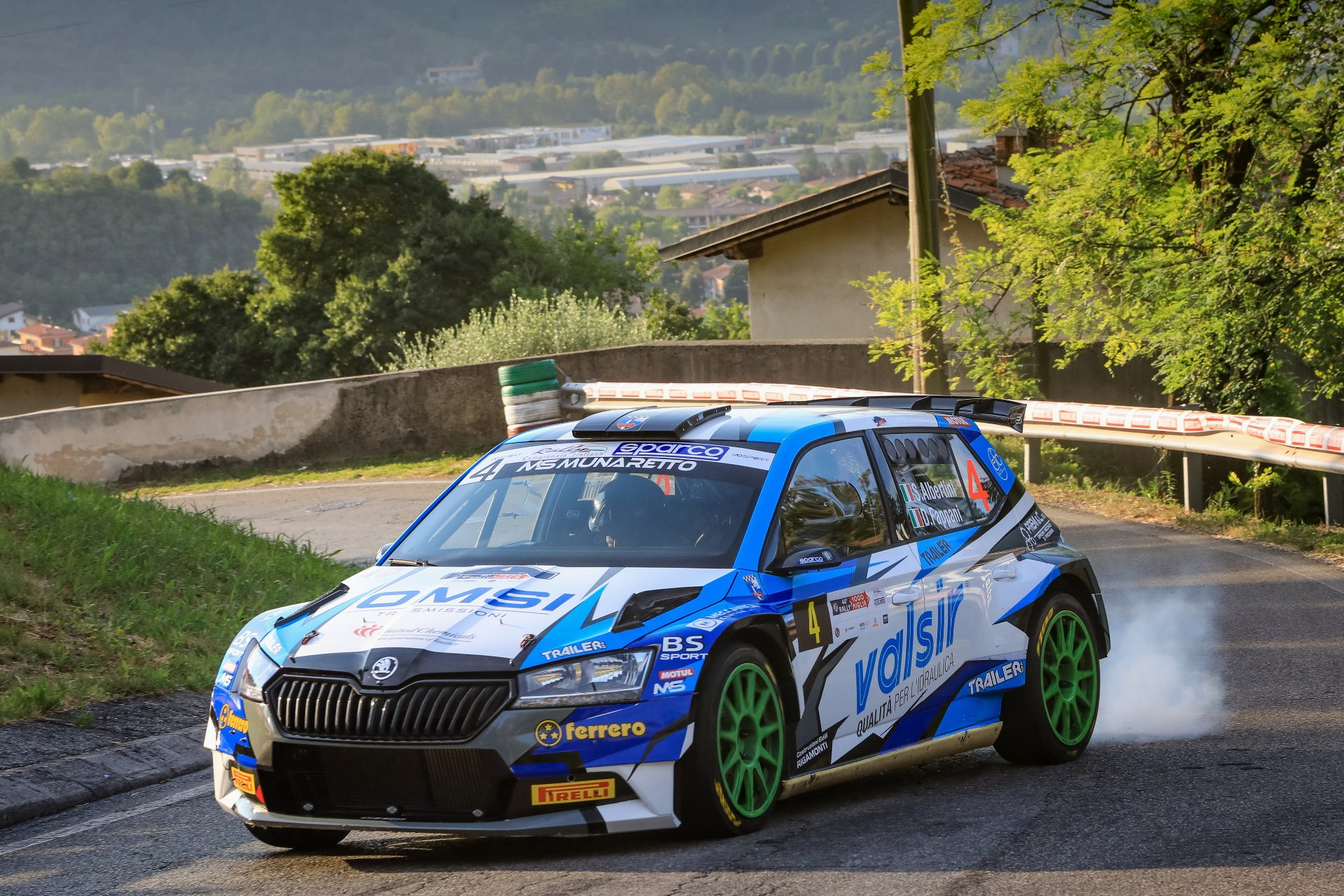
Stefano Albertini e Danilo Fappani, vincitori del 44° Rally 1000 Miglia

44ª edizione del Rally 1000 miglia, che ha visto alla partenza ben 174 iscritti, un numero davvero elevato che non si vedeva dalla lontana edizione del 1983. Questa edizione rappresenta anche un importante ritorno del 1000 Miglia nella massima serie tricolore, il CIR. Il 3 e il 4 settembre su circa 94 km di prove speciali, hanno consacrato come vincitore Stefano Albertini, profeta in patria, alla sua terza vittoria nella gara di casa vincendo 3 prove speciali su 7, staccando di 5,3 secondi un ottimo Andrea Crugnola e di 27,9 secondi Giandomenico Basso.
Decisivi per la vittoria di Albertini sono stati i due passaggi sulla prova regina del rally, le "Pertiche", entrambi conquistati dal pilota bresciano.
Quarta posizione per un brillante Fabio Andolfi, su Škoda Fabia R5, quinta posizione per Damiano De Tommaso su Citroen C3 Rally2 e sesta posizione assoluta per l'altro pilota di casa Luca Pedersoli su Volkswagen Polo GTI R5.|

### Risultati
| Posizione | Equipaggio                          | Vettura                | Tempo     |
| --------- | ----------------------------------- | ---------------------- | --------- |
| 1         | Stefano Albertini - Danilo Fappani  | Škoda Fabia Rally2 evo | 1:00:25,0 |
| 2         | Andrea Crugnola - Pietro Ometto     | Hyundai i20 N Rally2   | +5,3      |
| 3         | Giandomenico Basso - Lorenzo Granai | Škoda Fabia Rally2 evo | +27,9     |

## Albo d'oro
Franco Cunico detiene ad oggi il record di sei vittorie (1987, 1991, 1995, 1996, 1998, 1999) davanti a Paolo Andreucci a quota cinque (2000, 2006, 2008, 2010, 2011) che risulta però il pilota ad aver conquistato più podi, 12 per l’esattezza. Giandomenico Basso, vincitore per quattro volte a Brescia (2004, 2007, 2009, 2012), è ancora davanti a tutti nella classifica delle prove speciali vinte, con 36 scratch, mentre Nicola Busseni con le quattro affermazioni del 1980, 1981, 1983, 1984) e Stefano Albertini con le quattro vittorie anche lui del 2017, 2018, 2021, 2023, sono i primi bresciani del ranking, seguiti da Luca Pedersoli con 3 vittorie (2014, 2016, 2019).
Come navigatori detengono il record di vittorie: Mitia Dotta, Anna Andreussi e Danilo Fappani, tutti e tre a 4 vittorie.
| Anno   | Denominazione         | Equipaggio                                           | Vettura                                              | Validità |
| ------ | --------------------- | ---------------------------------------------------- | ---------------------------------------------------- | -------- |
| 1977   | 1° Rally 1000 Miglia  | Mario Pasetti - Luigi Pirollo                        | Fiat 131 Abarth Rally                                |          |
| 1978   | 2° Rally 1000 Miglia  | Alessandro Cola - Emilio Redaelli                    | Lancia Stratos                                       |          |
| 1979   | 3° Rally 1000 Miglia  | Giovanni Casarotto - Stefano Zonta                   | Lancia Stratos                                       |          |
| 1980   | 4° Rally 1000 Miglia  | Nicola Busseni - Roberto Bassi                       | Porsche Carrera RS                                   |          |
| 1981   | 5° Rally 1000 Miglia  | Nicola Busseni - Roberto Bassi                       | Porsche Carrera RS                                   |          |
| 1982   | 6° Rally 1000 Miglia  | Carlo Cuccirelli - Daniela Muttini                   | Porsche Carrera RS                                   |          |
| 1983   | 7° Rally 1000 Miglia  | Nicola Busseni - Daniele Ciocca                      | Ferrari 308 GTB                                      |          |
| 1984   | 8° Rally 1000 Miglia  | Nicola Busseni - Daniele Ciocca                      | Lancia Rally 037                                     |          |
| 1985   | 9° Rally 1000 Miglia  | Fabrizio Tabaton - Luciano Tedeschini                | Lancia Rally 037                                     | CIR      |
| 1986   | 10° Rally 1000 Miglia | Dario Cerrato - Giuseppe Cerri                       | Lancia Delta S4                                      | CIR      |
| 1987   | 11° Rally 1000 Miglia | Gianfranco Cunico - Stefano Evangelisti              | Lancia Rally 037                                     | CIR      |
| 1988   | 12° Rally 1000 Miglia | Dario Cerrato - Giuseppe Cerri                       | Lancia Delta HF 4WD                                  | CIR      |
| 1989   | 13° Rally 1000 Miglia | Dario Cerrato - Giuseppe Cerri                       | Lancia Delta Integrale                               | ERC, CIR |
| 1990   | 14° Rally 1000 Miglia | Piero Liatti - Luciano Tedeschini                    | Lancia Delta Integrale 16v                           | ERC, CIR |
| 1991   | 15° Rally 1000 Miglia | Gianfranco Cunico - Stefano Evangelisti              | Ford Sierra Cosworth 4x4                             | ERC, CIR |
| 1992   | 16° Rally 1000 Miglia | Lorenzo Colbrelli - Roberto Berardi                  | Lancia Delta Integrale 16v                           | ERC      |
| 1993   | 17° Rally 1000 Miglia | Piero Longhi - Gianfranco Imerito                    | Lancia Delta HF                                      | ERC, CIR |
| 1994   | 18° Rally 1000 Miglia | Piero Longhi - Fabrizia Pons                         | Toyota Celica Turbo 4WD                              | ERC, CIR |
| 1995   | 19° Rally 1000 Miglia | Gianfranco Cunico - Stefano Evangelisti              | Ford Escort RS Cosworth                              | ERC, CIR |
| 1996   | 20° Rally 1000 Miglia | Gianfranco Cunico - Pierangelo Scalvini              | Ford Escort RS Cosworth                              | ERC, CIR |
| 1997   | 21° Rally 1000 Miglia | Andrea Dallavilla - Danilo Fappani                   | Subaru Impreza WRX                                   | ERC, CIR |
| 1998   | 22° Rally 1000 Miglia | Gianfranco Cunico - Luigi Pirollo                    | Ford Escort RS Cosworth                              | ERC, CIR |
| 1999   | 23° Rally 1000 Miglia | Gianfranco Cunico - Luigi Pirollo                    | Subaru Impreza WRC                                   | ERC, CIR |
| 2000   | 24° Rally 1000 Miglia | Paolo Andreucci - Giovanni Bernacchini               | Subaru Impreza WRC                                   | ERC, CIR |
| 2001   | 25° Rally 1000 Miglia | Renato Travaglia - Flavio Zanella                    | Peugeot 206 WRC                                      | ERC, CIR |
| 2002   | 26° Rally 1000 Miglia | Renato Travaglia - Flavio Zanella                    | Peugeot 206 WRC                                      | ERC, CIR |
| 2003   | 27° Rally 1000 Miglia | Miguel Campos - Carlos Magalhaes                     | Peugeot 206 WRC                                      | ERC, CIR |
| 2004   | 28° Rally 1000 Miglia | Giandomenico Basso - Mitia Dotta                     | Fiat Punto S1600                                     | ERC, CIR |
| 2005   | 29° Rally 1000 Miglia | Renato Travaglia - Flavio Zanella                    | Renault Clio S1600                                   | ERC, CIR |
| 2006   | 30° Rally 1000 Miglia | Paolo Andreucci - Anna Andreussi                     | Fiat Grande Punto Abarth S2000                       | ERC, CIR |
| 2007   | 31° Rally 1000 Miglia | Giandomenico Basso - Mitia Dotta                     | Abarth Grande Punto S2000                            | ERC, CIR |
| 2008   | 32° Rally 1000 Miglia | Paolo Andreucci - Anna Andreussi                     | Mitsubishi Lancer Evo IX                             | ERC, CIR |
| 2009   | 33° Rally 1000 Miglia | Giandomenico Basso - Mitia Dotta                     | Abarth Grande Punto S2000                            | ERC, CIR |
| 2010   | 34° Rally 1000 Miglia | Paolo Andreucci - Anna Andreussi                     | Peugeot 207 S2000                                    | ERC, CIR |
| 2011   | 35° Rally 1000 Miglia | Paolo Andreucci - Anna Andreussi                     | Peugeot 207 S2000                                    | ERC, CIR |
| 2012   | 36° Rally 1000 Miglia | Giandomenico Basso - Mitia Dotta                     | Ford Fiesta RRC                                      | ERC, CIR |
| 2013   | 37° Rally 1000 Miglia | Alessandro Perico - Fabrizio Carrara                 | Peugeot 207 S2000                                    | CIR      |
| 2014   | 38° Rally 1000 Miglia | Luca Pedersoli - Matteo Romano                       | Citroën C4 WRC                                       | CIWRC    |
| 2015   | 39° Rally 1000 Miglia | Luca Rossetti - Ivan Maurigi                         | Ford Fiesta WRC                                      | CIWRC    |
| 2016   | 40° Rally 1000 Miglia | Luca Pedersoli - Anna Tomasi                         | Citroën C4 WRC                                       | CIWRC    |
| 2017   | 41° Rally 1000 Miglia | Stefano Albertini - Danilo Fappani                   | Ford Fiesta WRC                                      | CIWRC    |
| 2018   | 42° Rally 1000 Miglia | Stefano Albertini - Danilo Fappani                   | Ford Fiesta WRC                                      | CIWRC    |
| 2019   | 43° Rally 1000 Miglia | Luca Pedersoli - Anna Tomasi                         | Citroën DS3 WRC                                      | CIWRC    |
| 2020   | 44° Rally 1000 Miglia | cancellato per la Pandemia di COVID-19 del 2019-2021 | cancellato per la Pandemia di COVID-19 del 2019-2021 | CIR      |
| 2021   | 44° Rally 1000 Miglia | Stefano Albertini - Danilo Fappani                   | Skoda Fabia Evo R5                                   | CIR      |
| 2022   | 45° Rally 1000 Miglia | Andrea Crugnola - Pietro Elia Ometto                 | Citroen C3 rally2                                    | CIR      |
| 2023   | 46° Rally 1000 Miglia | Stefano Albertini - Danilo Fappani                   | Skoda Fabia Evo rally2                               | CIAR     |
| 2024   | 47° Rally 1000 Miglia | Andrea Crugnola - Pietro Elia Ometto                 | Citroën C3 Rally2                                    | CIR      |
| Fonti: |                       |                                                      |                                                      |          |

ERC (FIA European Rally Championship) : Campionato Europeo rally FIA
CIR/CIAR: Campionato Italiano Rally